# Eresia nauplius
Eresia nauplius är en fjärilsart som beskrevs av Carl von Linné 1758. Eresia nauplius ingår i släktet Eresia och familjen praktfjärilar. Inga underarter finns listade i Catalogue of Life.

## Bildgalleri

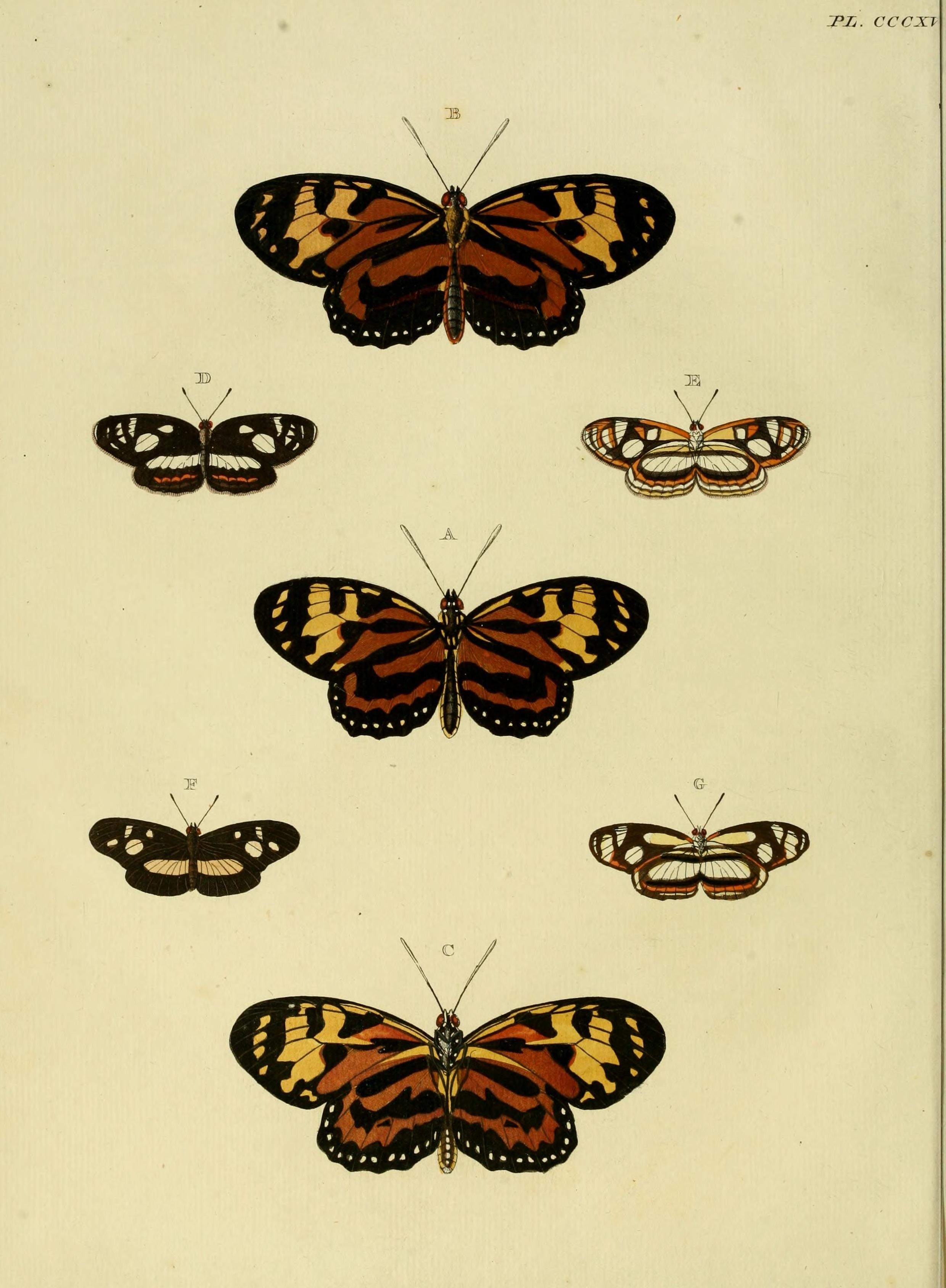
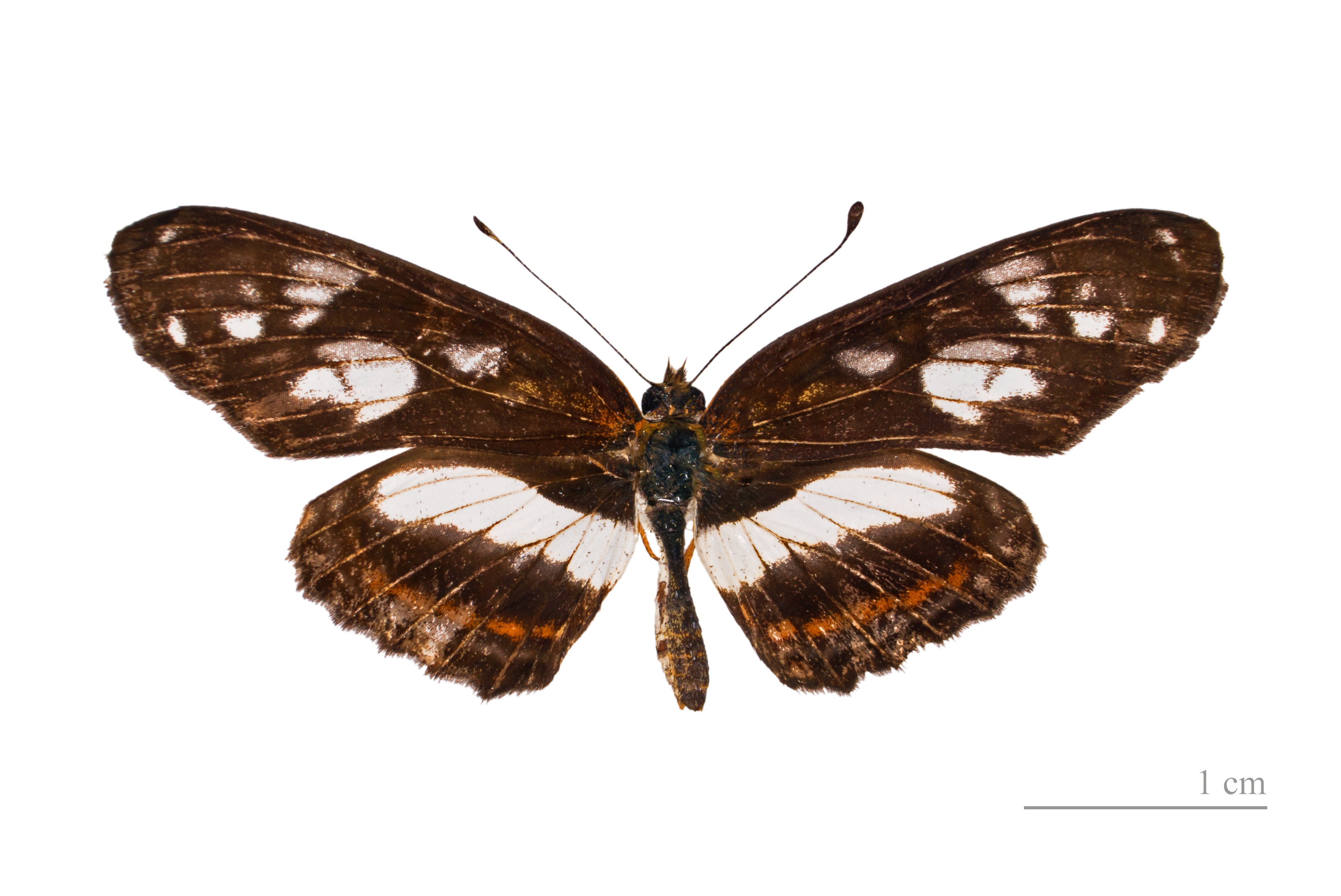
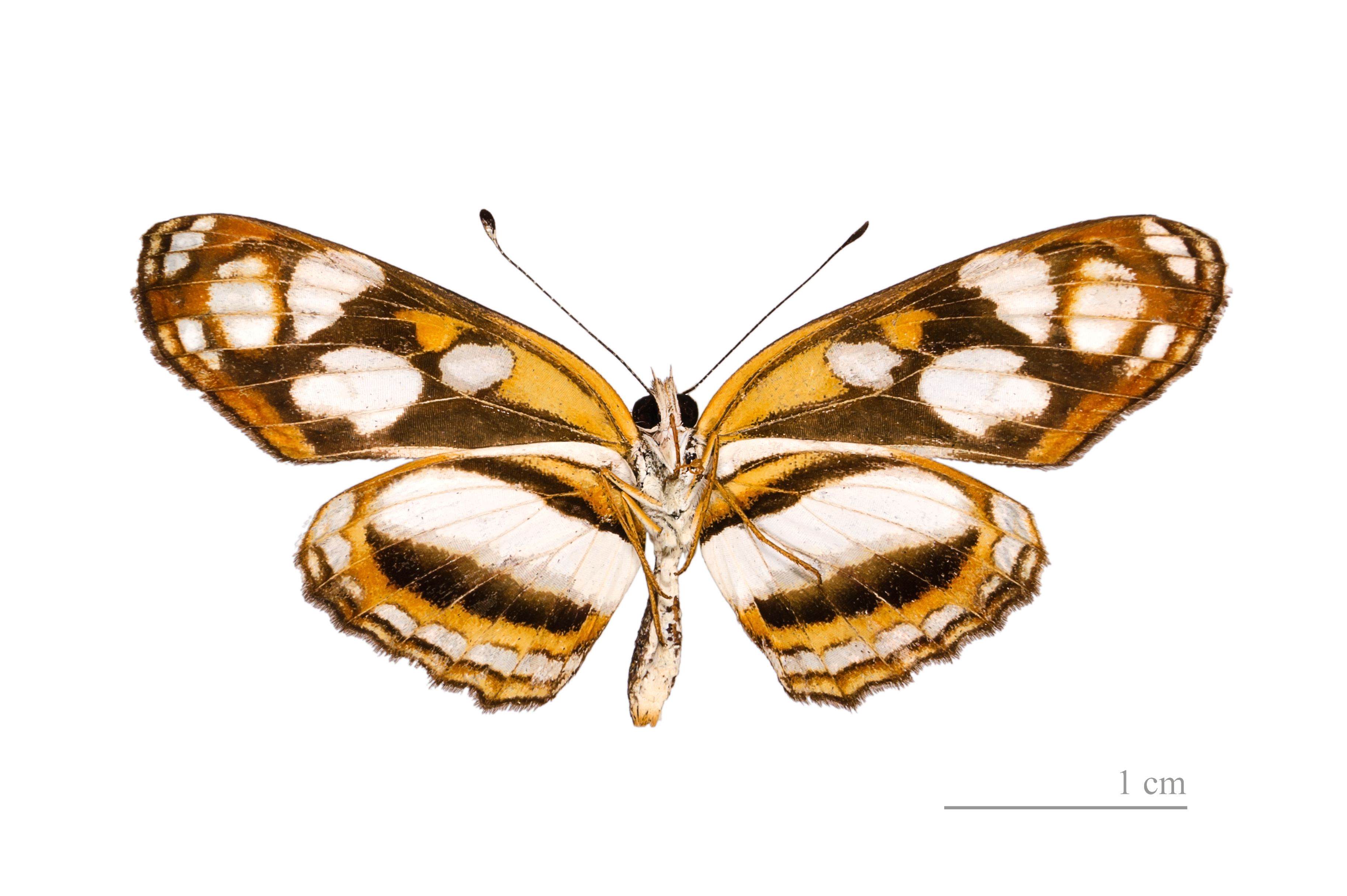
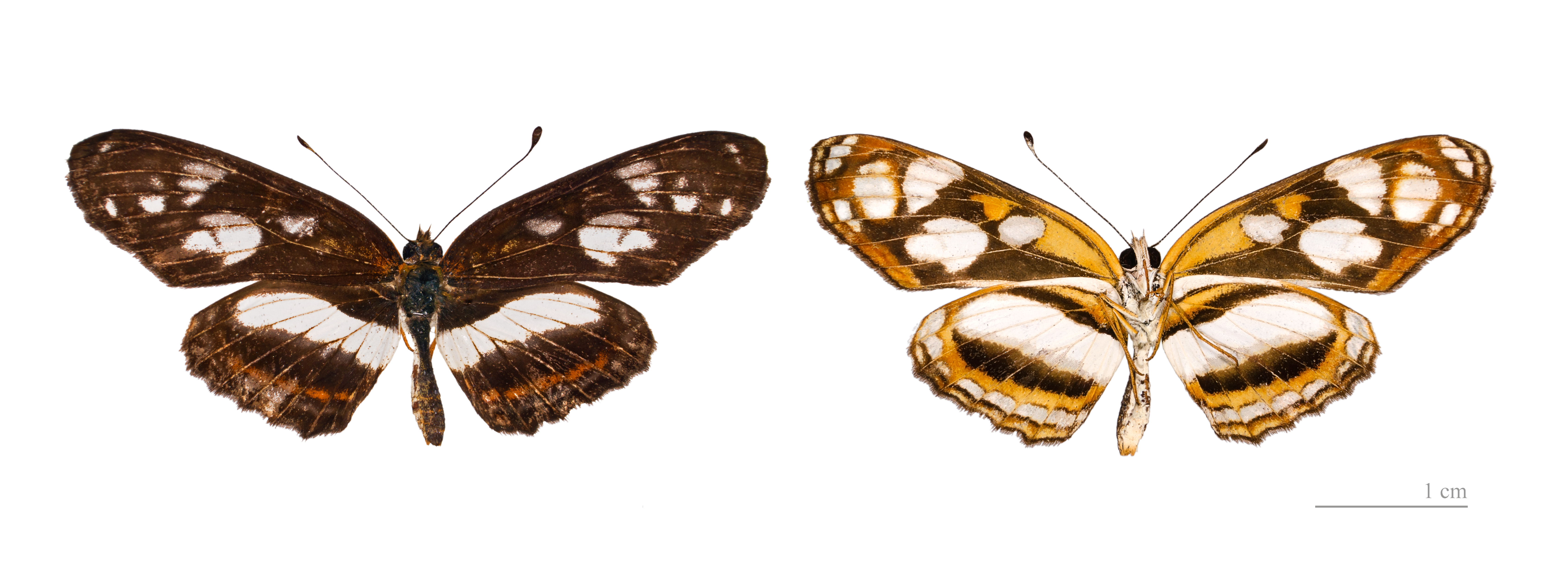
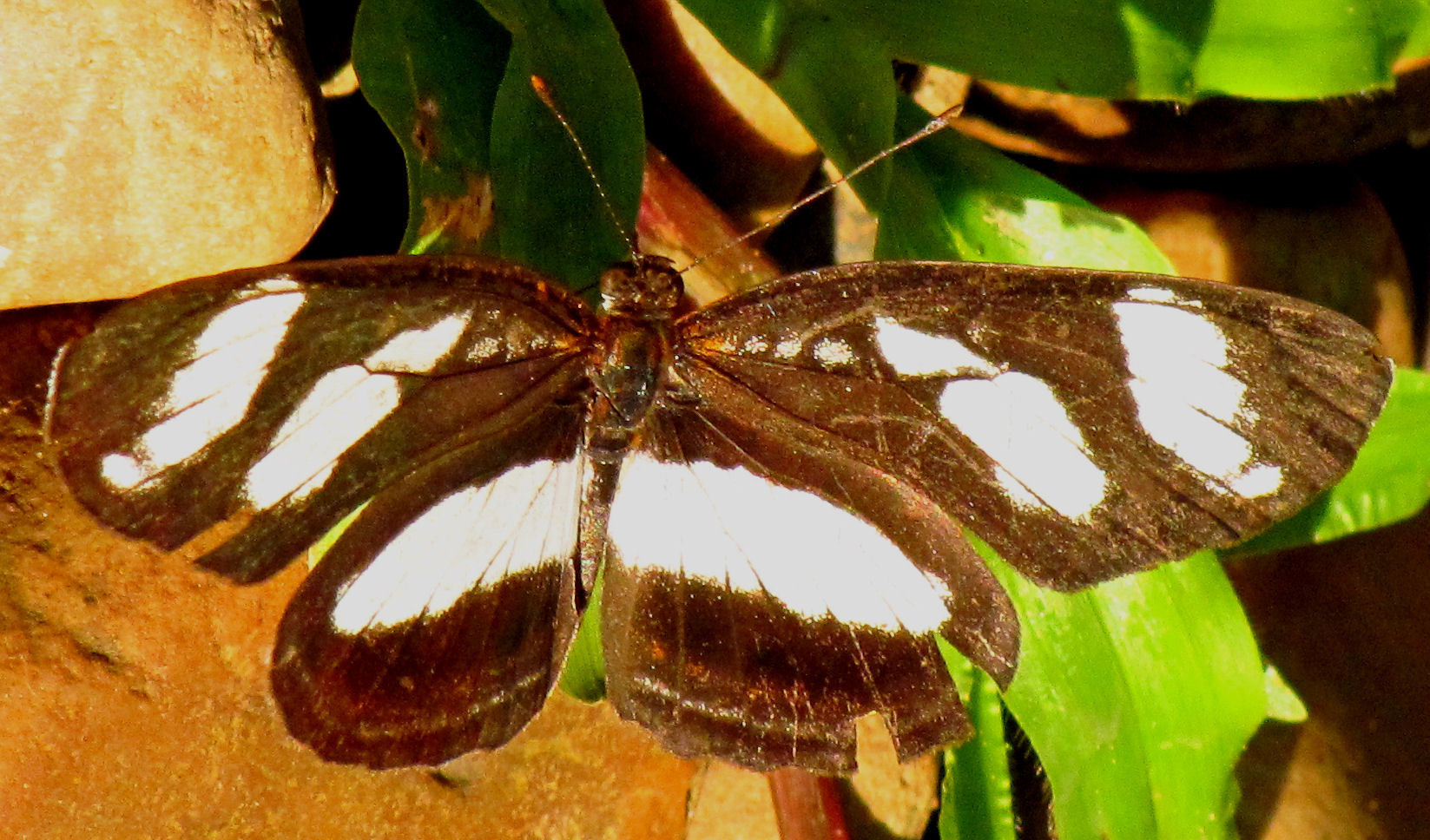